# Amboanjo
Amboanjo est une commune rurale malgache située dans la région de Fitovinany.